# Jacques van de Walle

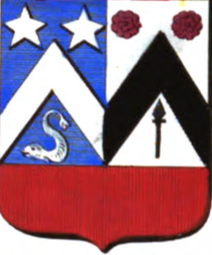
Wapen van de familie Van de Walle

Jacques-Léonard van de Walle (Brugge, 25 april 1766 - Brussel, 1 januari 1813) was een Zuid-Nederlands edelman. Hij werd in 1808 in de empireadel opgenomen met de titel ridder, en is derhalve stamvader van het geslacht Van de Walle. Dit omdat, ondanks het feit dat met de annexatie van de zuidelijke gebieden in 1815 onder het Verenigd Koninkrijk der Nederlanden de empireadel niet meer werd erkend, zijn beide zoons daarna tot de adel werden verheven in achtereenvolgens het Verenigd Koninkrijk en België.

## Levensloop
Hij was de zoon van Jan-Jozef van de Walle (1728-1813), advocaat en pensionaris van het Brugse Vrije, en van Anne Kesteloot (1735-1813), die zestien kinderen hadden. Met hun groot gezin, waarvan Jacques de negende was, woonden ze in de Mariastraat. Jacques van de Walle huwde in 1797 met Eleonore Roegiers (1771-1835) en ze hadden vier zoons.
De Van de Walles waren welvarend geworden in Knesselare. Bij de aanvang waren ze zeer waarschijnlijk landbouwers en bezaten ze weldra hofsteden en landbouwgronden. In 1571 was Joos van de Walle de derde belangrijkste belastingbetaler van Knesselare. Zijn zoon, Willem van de Walle, kwam zich in 1585 in Brugge vestigen, wellicht als gevolg van de in 1583 door de troepen van Ryhove in Knesselare uitgevoerde verwoestingen en het door hen aangerichte bloedbad.
Het beroep van Willem is niet bekend, maar de eigendommen die hij bezat, zowel in Brugge als in Knesselare, tonen aan dat hij gegoed was. Gedurende verschillende generaties bezaten de van de Walles een paar windmolens op de Brugse wallen en een aantal eigendommen gelegen Boninswal (huidige Gapaardstraat) en Ten Hoye (huidige Schaarstraat), waar ze ook woonden in het huis Den Wildeman. De drie directe voorvaders van Jacques van de Walle waren licentiaat in de rechten en oefenden naast hun beroep van advocaat, functies uit als ontvanger en redenaar van het Proosse of als pensionaris en schepen van het Brugse Vrije en van de stad Brugge.
Jacques van de Walle promoveerde tot doctor in beide rechten aan de universiteit van Leuven en vestigde zich als advocaat in Brugge. Hij werd griffier van de Brugse Wezenkamer en in 1787 werd hij door het College van de swaerdekens of ambachtsleiders, tot hun griffier aangesteld, wat hem situeerde in het kamp van de patriotten. Tijdens de eerste Franse overheersing (november 1792-maart 1793) vervulde hij drie bescheiden en kortstondige functies, als voorlopig vertegenwoordiger, als secretaris en als wethouder in de elkaar snel opvolgende en weinig doeltreffende gemeentelijke besturen. Hij waagde zich niet aan een lidmaatschap van de Jacobijnse Club en werd begin 1793 met anderen als gijzelaar door de Fransen opgepakt en naar Duinkerke gevoerd. Zo kon hij, ondanks zijn 'patriottisch' gekleurd verleden, zonder hinder door de Oostenrijkers na hun terugkeer in mei 1793 tot schepen van het Brugse Vrije worden benoemd, terwijl zijn vader zijn functie van pensionaris bij dit bestuur weer opnam. De maand daarop werd Jacques zelfs opnieuw benoemd, ditmaal in het schepencollege van Brugge. Begin januari 1794 nam hij ontslag, na zijn benoeming tot griffier van de wezenkamer.
Onder het Frans bewind verwierf hij in 1795 het eerder bescheiden ambt van griffier van de criminele rechtbank van het Leiedepartement. In 1800 werd hij tot procureur bij deze rechtbank benoemd. In deze functie werd hij eerst opgenomen in de Légion d’Honneur en in 1808 tot chevalier d’Empire verheven. Deze aanstelling was niet helemaal uitzonderlijk (in totaal werden van 1808 tot 1814 een dertigtal van zijn ambtsgenoten in de ridderschap opgenomen) maar toch opmerkelijk: in 1808 werden over heel Frankrijk slechts vijf procureurs aldus uitgekozen. Over de hele periode tot in 1814 was hij, voor wat betreft de 'Belgische' departementen, de enige die in die functie werd geridderd.
Wellicht had hij zich laten opmerken door de doortastendheid waarmee hij zich begin 1808 had ingezet om de onschuld aan te tonen van zes voor heling zwaar veroordeelde inwoners van Moorslede en om hun aanklaagster voor vals getuigenis te ontmaskeren. De inzet van deze rechtvaardige procureur maakte indruk en werd later zelfs tot tweemaal toe op doek vereeuwigd door Albert Gregorius en door Edward Wallaeys, beiden directeur van de Brugse Academie.
In april 1811 werd van de Walle, op warme aanbeveling van de Bruggeling Frans Jozef Beyts, tot procureur-generaal in Brussel benoemd. Beyts schreef over hem: "talents, transcendance, fortune, considération publique, facilité pour le travail, tout le rend éminemment propre à cette place". Hij oefende dit ambt slechts achttien maanden uit, zodat hij geen blijvende stempel kon drukken. Op 11 november 1812, kort voor zijn dood, hield hij nog de openingsrede bij het begin van het gerechtelijk jaar.
Op 2 december 1804 had van de Walle in de Notre-Dame in Parijs de keizerskroning bijgewoond en had hij even van het grootstedelijk leven kunnen proeven, wat wellicht invloed had op het feit dat hij zich in 1806 en 1812, vergeefs trouwens, kandidaat stelde voor de Franse Senaat.
In 1808 kwam Jacques Van de Walle voor op de tabel van de leden van de Brugse vrijmetselaarsloge La Réunion des Amis du Nord. Hij stond er vermeld als 'membre affilié', wat erop wijst dat hij al eerder in een andere loge was ingewijd. In 1811 werd hij achtbare meester van zijn loge, maar zijn vertrek naar Brussel betekende het einde van zijn lidmaatschap.
Zijn zoons werden in de adelstand verheven, Auguste van de Walle (1798-1866) door Willem I der Nederlanden in 1822 (met erfelijke riddertitel) en Richard van de Walle (1801-1875) in 1871 door Leopold II van België, met toevoeging in 1910, voor sommige van zijn kinderen, van de naam de Ghelcke.